# Алмуњекар
Алмуњекар (шп. Almuñécar) град је у Шпанији у аутономној заједници Андалузија у покрајини Гранада. Према процени из 2017. у граду је живело 27 397 становника.

## Становништво
Према процени, у граду је 2017. живело 27 397 становника.
| 2017.  |
| ------ |
| 27.397 |

## Партнерски градови
- Фирстенфелдбрук
- Кан Јунис
- Черветери
- Ливри Гарган
- Larache
- Пуерто де ла Круз